# (13335) Tobiaswolf
(13335) Tobiaswolf est un astéroïde de la ceinture principale.

## Description
(13335) Tobiaswolf est un astéroïde de la ceinture principale. Il fut découvert le 17 septembre 1998 à la station Anderson Mesa par le programme LONEOS. Il présente une orbite caractérisée par un demi-grand axe de 2,72 UA, une excentricité de 0,14 et une inclinaison de 11,7° par rapport à l'écliptique.

## Compléments